# Marcel Berthet
Pour les articles homonymes, voir Berthet.

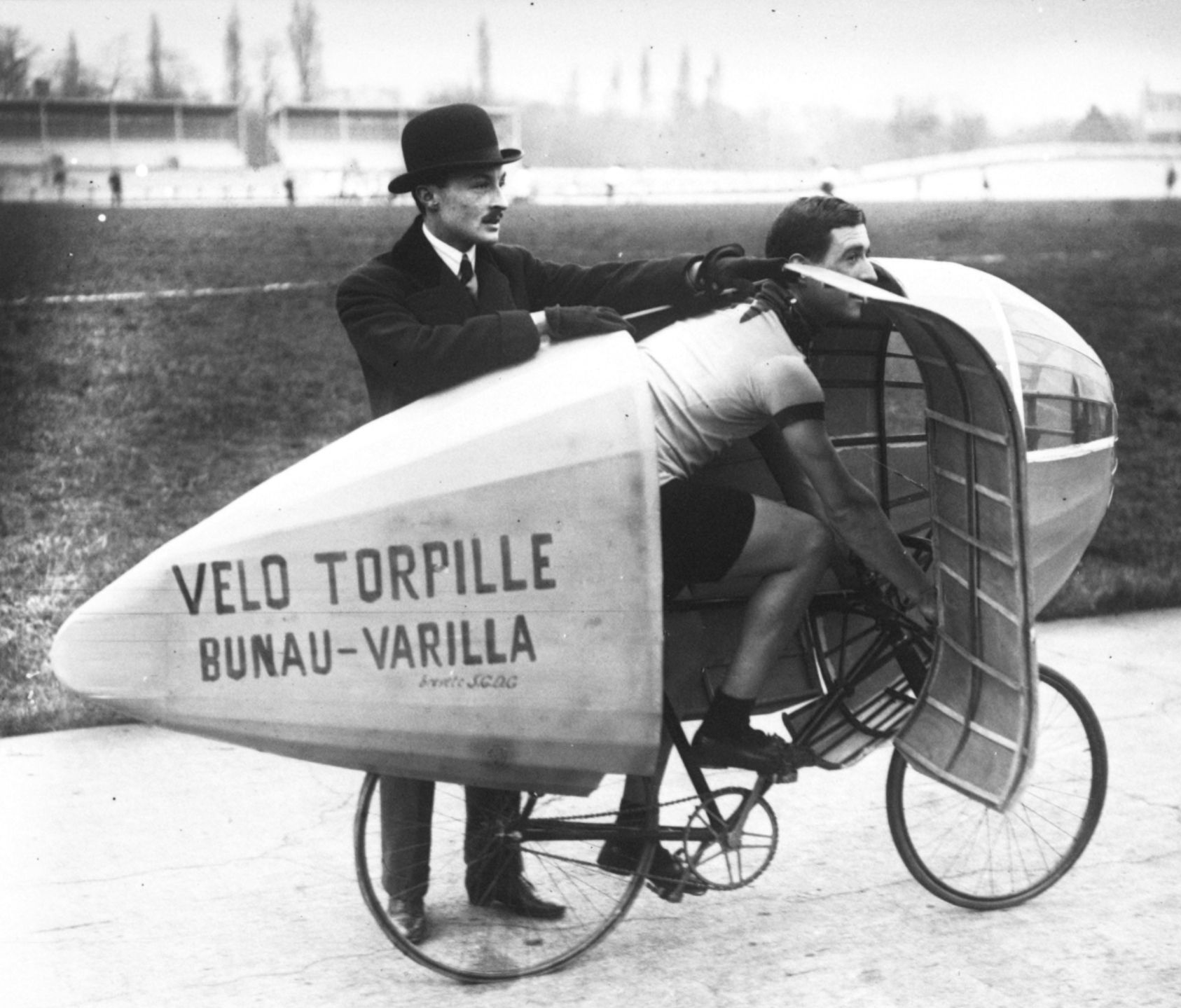
Étienne Bunau-Varilla installant Marcel Berthet dans son vélo torpille au Parc des Princes en 1913.

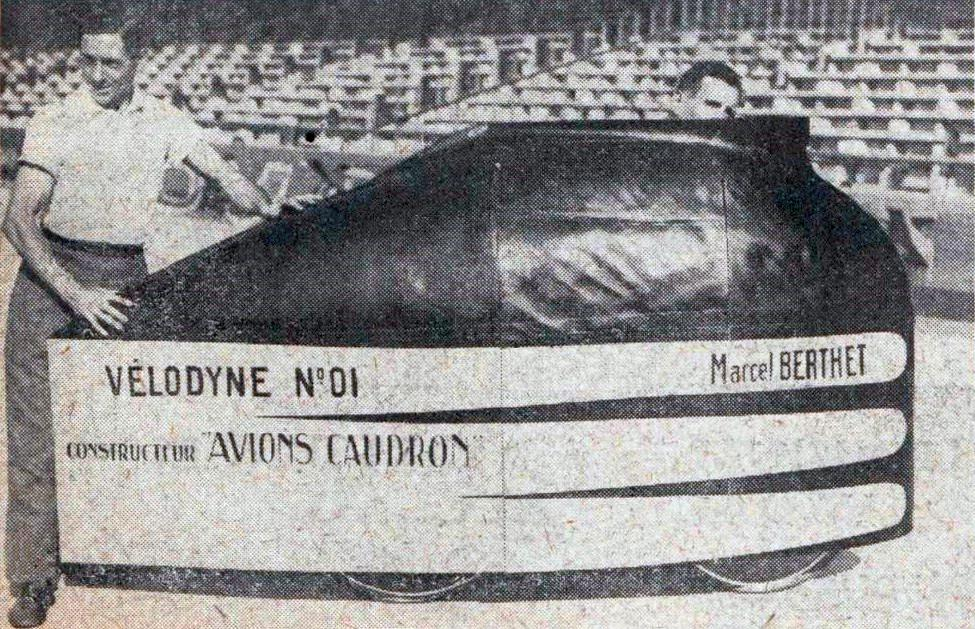
Marcel Berthet dans le Vélodyne de Marcel Riffard, en 1933.

Marcel Berthet est un coureur cycliste français, né le 4 mars 1887 à Neuilly-sur-Seine et mort le 7 avril 1953 à Rouen. Il fut un grand spécialiste de la piste avant la Première Guerre mondiale.

## Biographie
Pendant sept années, il rivalise avec son ami Oscar Egg afin de détenir le record de l'heure. Au lendemain de la guerre, il fait souvent équipe avec Maurice Brocco dans les courses de Six jours.
En 1913, il collabore avec le jeune ingénieur aéronautique Étienne Bunau-Varilla pour réaliser un vélo avec un carénage destiné à améliorer l'écoulement de l'air autour du cycliste. Grâce au « vélo torpille », Berthet bat une série de records, dont le 5 km en 5 min 46 s.
En 1933, Marcel Berthet commercialise les Selles idéales. Il élabore avec l'ingénieur Marcel Riffard un vélo en aluminium, caréné de bois d'épicéa et de magnolia et revêtu d'une toile, le Vélodyne, avec lequel il établit encore un nouveau « record du monde » de l'heure, en 48 km 600, le 9 septembre 1933 au Parc des Princes. Le record est rapidement porté à 49 km 992, toujours sur le même engin, deux mois plus tard, sur l'autodrome de Linas-Montlhéry. Il est alors âgé de 47 ans. Il crée pour l'occasion sa propre pédale, la Berthet-Lyotard, en collaboration avec le fabricant Pierre Lyotard. Le record n'est cependant pas reconnu par l'Union cycliste internationale, celle-ci n'acceptant pas depuis 1914 les performances réalisées par des vélos carénés.
Par la suite, il devient souvent juge ou arbitre dans les courses de six jours et on l'appelle au Vel d'hiv « l'élégant Marcel ».
Il habite Pont-Saint-Pierre où il dirige l'usine Tron et Berthet avec sa femme, à la suite de son beau-père, Jean-François Tron, qui avait implanté son usine de sellerie dans une ancienne filature.

## Distinctions
- Médaille interalliée de la Victoire
- Médaille commémorative de la guerre 1914-1918[3]

## Palmarès sur piste

### Six Jours
- 1921
  - Six Jours de Bruxelles (avec Charles Deruyter)

### Championnats nationaux
- 1907
  -  Champion de France de demi-fond amateurs

### Records
- Triple recordman du monde de l'heure à Paris au vélodrome Buffalo :
  - 20 juin 1907 : 41 km 620 ;
  - 7 août 1913 : 42 km 741 ;
  - 20 septembre 1913 : 43 km 775.

- Recordman de vitesse sur le kilomètre : 57,3 km/h en 1913.

## Palmarès sur route
- 1903
  - 3e de Paris-Chartres
- 1905
  - Paris-Provins-Paris
  - 2e de Paris-Caen
  - 2e de Paris-Gien
- 1906
  - 3e de Paris-Caen
- 1907
  - Paris-Dieppe
  - 2e de Paris-Amiens
- 1913
  - 3e de Vichy-Lyon

### Résultats sur le Tour de France
1 participation
- 1908 : abandon (4e étape)